# Nous les femmes
Pour plus de détails, voir Fiche technique et Distribution.
Nous les femmes (titre original : Siamo donne) est un film italien à sketchs, réalisé par Alfredo Guarini, Gianni Franciolini, Roberto Rossellini, Luigi Zampa et Luchino Visconti, sorti en 1953.

## Synopsis
Portraits d'actrices italiennes, célèbres et débutantes.

## Fiche technique
- Titre : Nous les femmes
- Titre original : Siamo donne
- Réalisation : Alfredo Guarini (segment Quatre actrices, un espoir), Gianni Franciolini segment Alida Valli), Roberto Rossellini (segment Ingrid Bergman), Luigi Zampa (segment Isa Miranda, Luchino Visconti (segment Anna Magnani))
- Scénario : Cesare Zavattini, Luigi Chiarini, Suso Cecchi D'Amico, Giorgio Prosperi
- Photographie : Otello Martelli, Gabor Pogany, Domenico Scala et Enzo Serafin
- Montage : Eraldo Da Roma, Mario Serandrei, Jolanda Benvenuti (it)
- Décors : Ugo Boettler
- Assistant réalisateur : Nanni Loy (segment Isa Miranda)
- Musique : Alessandro Cicognini. Musique additionnelle : C'est si bon d'Henri Betti (1947).
- Production : Alfredo Guarini
- Société de production : Titanus
- Pays d'origine :  Italie
- Format : Noir et blanc - 35 mm - 1,37:1 - Mono
- Genre : Comédie dramatique
- Durée : 95 minutes
- Date de sortie : 22 octobre 1953

## Distribution

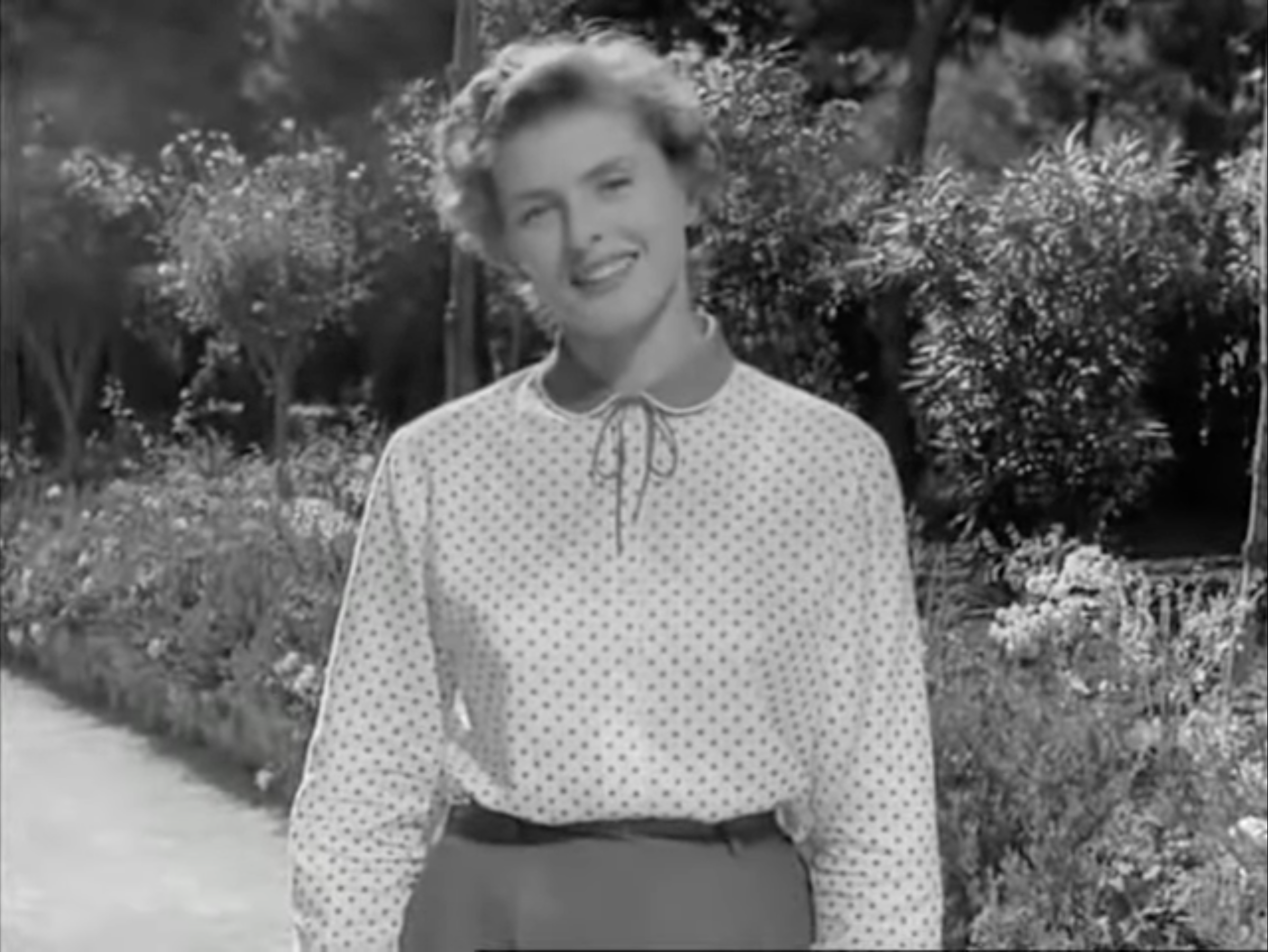
Ingrid Bergman.

- Ingrid Bergman : (segment Ingrid Bergman)
- Anna Magnani : (segment Anna Magnani)
- Isa Miranda : (segment Isa Miranda)
- Alida Valli : (segment Alida Valli)
- Anna Amendola : (segment Quatre actrices, un espoir)
- Emma Danieli : (segment Quatre actrices, un espoir)
- Cristina Doria : (segment Quatre actrices, un espoir)
- Cristina Fantoni : (segment Quatre actrices, un espoir)
- Madeleine Fischer : (segment Quatre actrices, un espoir)
- Cristina Grado : (segment Quatre actrices, un espoir)
- Maria Grazia Jacomelli : (segment Quatre actrices, un espoir)
- Donatella Marrosu : (segment Quatre actrices, un espoir)
- Gina Mellucci : (segment Quatre actrices, un espoir)
- Mara Todisco : (segment Quatre actrices, un espoir)
- Renzo Rossellini : (segment Ingrid Bergman)